# Stichproben-Regressionsfunktion
In der Statistik entspricht eine Stichproben-Regressionsfunktion (englisch sample regression function, kurz: SRF), auch empirische Regressionsfunktion, der geschätzten Version der Regressionsfunktion der Grundgesamtheit. Die Stichproben-Regressionsfunktion ist fix, aber in der Grundgesamtheit unbekannt. Handelt es sich bei der Regressionsfunktion um eine Gerade, dann ist auch von einer Stichproben-Regressionsgerade oder empirischen Regressionsgerade die Rede. Die Stichproben-Regressionsgerade wird als Kleinste-Quadrate-Regressionsgerade (kurz: KQ-Regressionsgerade) aus Beobachtungspaaren gewonnen, die Datenpunkte repräsentieren. Sie stellt laut dem Kleinste-Quadrate-Kriterium die bestmögliche Anpassung an die Daten dar.

## Einfache lineare Regression
Wenn man mittels der Kleinste-Quadrate-Schätzung den Kleinste-Quadrate-Schätzer für die Steigung {\displaystyle {\hat {\beta }}_{1}=SP_{xy}/SQ_{x}} und den Kleinste-Quadrate-Schätzer für das Absolutglied {\displaystyle {\hat {\beta }}_{0}={\overline {y}}-{\hat {\beta }}_{1}{\overline {x}}} ermittelt, dann erhält man die folgende KQ-Regressionsgerade:
{\displaystyle {\hat {y}}={\widehat {\operatorname {E} (y\mid X=x)}}={\hat {\beta }}_{0}+{\hat {\beta }}_{1}x\quad }.
Diese wird auch Stichproben-Regressionsfunktion genannt, da sie eine geschätzte Variante der (theoretischen) Regressionsfunktion der Grundgesamtheit
{\displaystyle \operatorname {E} (y\mid X=x)=\beta _{0}+\beta _{1}x\quad }
darstellt. Die Parameter {\displaystyle {\hat {\beta }}_{0}} und {\displaystyle {\hat {\beta }}_{1}} werden auch empirische Regressionskoeffizienten genannt. Da die Stichproben-Regressionsfunktion durch eine gegebene Stichprobe gewonnen wird, liefert eine neue Stichprobe einen neuen Anstieg {\displaystyle {\hat {\beta }}_{1}} und ein neues Absolutglied {\displaystyle {\hat {\beta }}_{0}}. In den meisten Fällen kann man den Kleinste-Quadrate-Schätzer für die Steigung darstellen als
{\displaystyle {\hat {\beta }}_{1}=\Delta {\hat {y}}/\Delta x}
Durch diese Darstellung kann man erkennen, dass der Kleinste-Quadrate-Schätzer für die Steigung wiedergibt, wie stark sich die Zielgröße {\displaystyle y} verändert, wenn sich die Einflussgröße {\displaystyle x} um eine Einheit erhöht.

## Multiple lineare Regression
Gegeben ein typisches multiples lineares Regressionsmodell {\displaystyle \mathbf {y} =\mathbf {X} {\boldsymbol {\beta }}+{\boldsymbol {\varepsilon }}}, mit {\displaystyle {\boldsymbol {\beta }}} dem {\displaystyle p\times 1} Vektor der unbekannten Regressionsparameter, der {\displaystyle n\times p} Versuchsplanmatrix {\displaystyle \mathbf {X} }, dem {\displaystyle n\times 1} Vektor der abhängigen Variablen {\displaystyle \mathbf {y} } und dem {\displaystyle n\times 1} Vektor der Störgrößen {\displaystyle {\boldsymbol {\varepsilon }}}. Dann ist die KQ-Stichproben-Regressionsfunktion bzw. Stichproben-Regressionshyperebene {\displaystyle {\hat {\mathbf {y} }}} gegeben durch
{\displaystyle {\hat {\mathbf {y} }}=\mathbf {X} {\hat {\boldsymbol {\beta }}}=\underbrace {\mathbf {X} \left(\mathbf {X} ^{\top }\mathbf {X} \right)^{-1}\mathbf {X} ^{\top }} _{=\mathbf {P} }\mathbf {y} =\mathbf {P} \mathbf {y} },
wobei {\displaystyle \mathbf {P} } die Prädiktionsmatrix darstellt.